# Aops oncodactylus
Genre
Espèce
Aops oncodactylus, unique représentant du genre Aops, est une espèce de scorpions de la famille des Scorpionidae.

## Distribution
Cette espèce est endémique du Pilbara en Australie-Occidentale. Elle se rencontre sur l'île Barrow dans la grotte Ledge Cave.

## Description
La femelle holotype mesure 17,98 mm.

## Publication originale
- Volschenk & Prendini, 2008 :  Aops oncodactylus, gen. et sp. nov., the first troglobitic urodacid (Urodacidae : Scorpiones), with a re-assessment of cavernicolous, troglobitic and troglomorphic scorpions. Invertebrate Systematics, vol. 22, no 2, p. 235–257.